# Морван
Морван (на френски: Morvan) е планински масив във Франция, явяващ се североизточно продължение на Централния Френски масив и вододел между басейните на реките Сона (десен приток на Рона) и Лоара. Максимална височина връх Руа 902 m. От всички страни е обграден от по-ниски и заравнени плата и възвишения: на североизток – платото Лангър (527 m) и масива Ор (636 m), на северозапад – възвишението Пюизе (386 m), на югоизток – възвишенията Шароле и Маконе, на югозапад – възвишението Лиман. Масивът представлява меридионално разположен хорст, понижаващ се на север. Изграден е предимно от гранити, а на изток – от широки ивица от варовици. Склоновете му са обрасли с гори от дъб и бук, а най-високите части са заети от пасища. Основен поминък на населението дърводобив и животновъдстов.